# 應邵
應邵（？－196年），字仲远。汝南南顿（今河南项城西南）人。
少時即好學。汉灵帝时举孝廉，漢献帝生平六年（189年），擔任泰山太守，曾成功鎮壓黄巾军。曹操派應邵接應其父曹嵩，徐州牧陶謙的士兵卻劫殺曹嵩。應邵恐懼，投靠袁绍。建安元年（196年）病卒。著有《汉官仪》10卷，另有《风俗通义》30卷、《汉书集音义》。